# Sporting Club de Ben Arous
Le Sporting Club de Ben Arous est un club tunisien de handball.